# Бондаренко, Михаил Захарович
Михаи́л Заха́рович Бондаре́нко (7 [20] октября 1913, Богдановка — 27 июля 1947 года) — дважды Герой Советского Союза, в годы Великой Отечественной войны командир авиаэскадрильи 198-го штурмового авиационного полка (4-я ударная авиационная группа Ставки Верховного Главнокомандования, Западный фронт); штурман 198-го штурмового авиационного полка (233-я штурмовая авиационная дивизия, 1-я воздушная армия, Западный фронт).

## Биография
Бондаренко родился 7 (20) октября 1913 года в селе Богдановка, Полтавской губернии Российской империи (ныне в Яготинском районе Киевской области Украины). По национальности украинец. В 1927 году окончил 7 классов сельской школы.
С августа 1936 года в Советской армии . В 1937 году окончил Харьковскую военную авиационную школу лётчиков, а в 1939 — Качинскую военную авиационную школу лётчиков.
Участник советско-финской войны 1939—1940 годов, за время которой, будучи младшим лётчиком 148-го истребительного авиационного полка, совершил 17 боевых вылетов на истребителе И-153 «Чайка». После войны продолжил службу в ВВС Прибалтийского военного округа.
Участник Великой Отечественной войны. Являясь командиром звена 241-го штурмового авиационного полка Северо-Западного фронта в июне-июле 1941 года принимал участие в оборонительных боях в Прибалтике, совершив 25 боевых вылетов на истребителе И-153. В августе 1941 года прошёл обучение на штурмовик Ил-2.
С сентября 1941 года по декабрь 1942 года был командиром звена, авиаэскадрильи, штурманом 198-го штурмового авиационного полка, а с декабря 1942 года по ноябрь 1943 года инспектором по технике пилотирования 3-го штурмового авиационного корпуса. Принимал участие в боях по обороне Москвы и в Курской битве.
За мужество и героизм, проявленные при выполнении 63 боевых вылетов, представлен к награждению званием Героя Советского Союза. Указом Президиума Верховного Совета СССР «О присвоении звания Героя Советского Союза начальствующему составу Военно-воздушных сил Красной Армии» от 6 июня 1942 года за «образцовое выполнение боевых заданий командования на фронте борьбы с немецкими захватчиками и проявленные при этом отвагу и геройство» удостоен звания Героя Советского Союза с вручением ордена Ленина и медали «Золотая Звезда» (№ 581).
Указом Президиума Верховного Совета СССР от 24 августа 1943 года майор Бондаренко Михаил Захарович награждён второй медалью «Золотая Звезда» (№ 7/II).
Всего за время боевой работы совершил 94 боевых вылета, в том числе 79 на штурмовике Ил-2.
В 1943—1946 годы прошёл обучение в Военно-воздушной академии в Монино, после чего продолжил службу в ВВС командиром штурмового авиаполка в Польше.
27 июля 1947 года утонул во время купания в реке Одра (Одер) в районе города Олава Нижнесилезского воеводства Польской Народной Республики. Похоронен на родине в селе Богдановка.

## Награды
- медаль «Золотая Звезда» Героя Советского Союза № 581 (6.06.1942)
- медаль «Золотая Звезда» Героя Советского Союза № 7 (24.08.1943)
- Орден Ленина (5.12.1941)[3]
- Орден Ленина (6.06.1942)[3]
- орден Красного Знамени (6.11.1941)
- орден Красного Знамени (23.09.1942)
- Медали

## Память

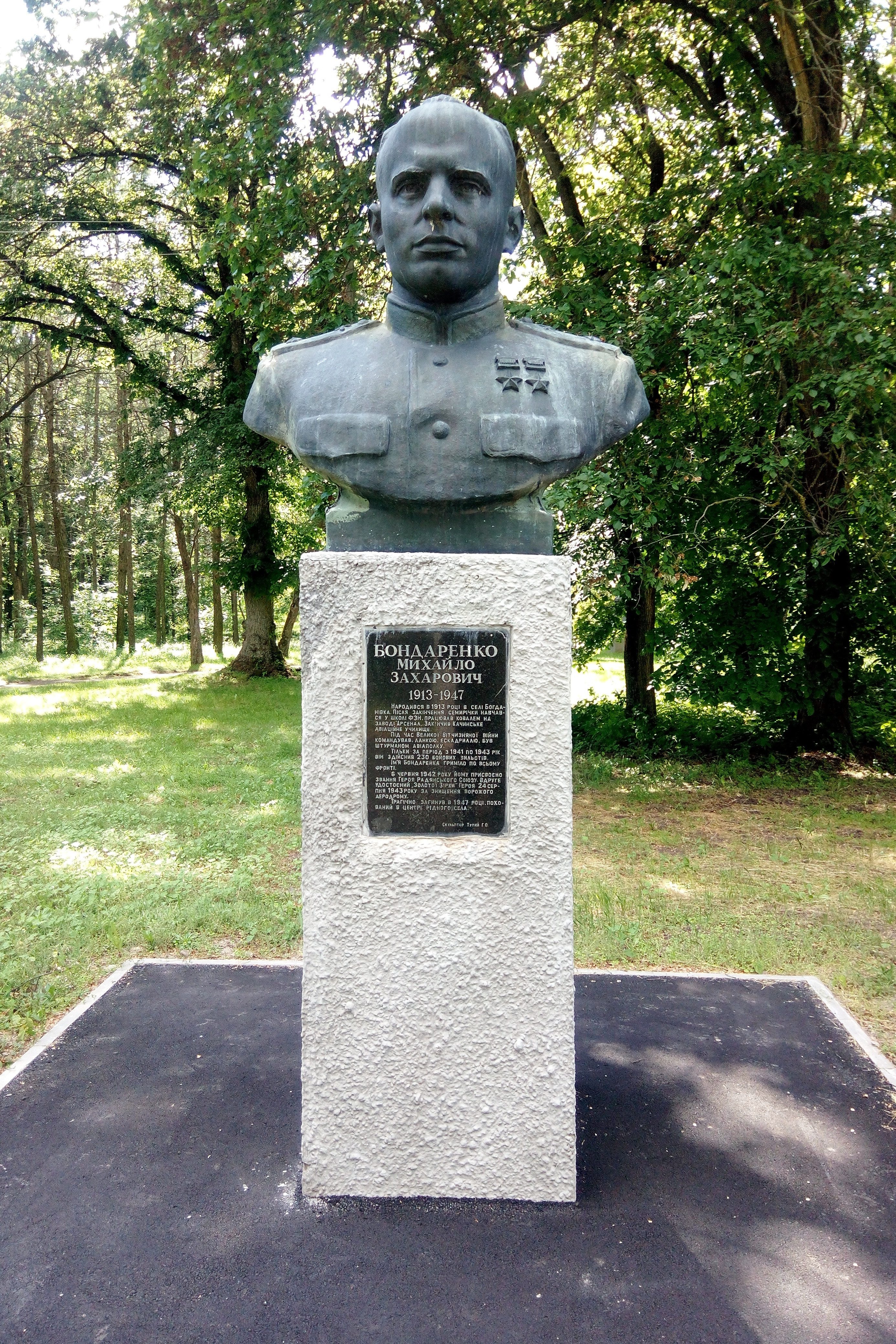
Бюст Михаилу Бондаренко на Аллее Героев-земляков в Яготине

- Бюст Михаилу Бондаренко на Аллее Героев-земляков в ЯготинеБронзовый бюст Героя установлен на родине — в селе Богдановка Яготинского района Киевской области.
- Одна из улиц села Богдановка носит имя Бондаренко.